# ۲۷۳ (میلادی)
۲۷۳ (میلادی) دویست و هفتاد و سومین سال تقویم میلادی است.

## درگذشتگان
‎